# 三義交流道
三義交流道為臺灣國道一號的交流道，位於臺灣苗栗縣三義鄉，指標為150k，是苗栗縣南部的主要聯外交流道。
|            | 150 三義 |  | 三義 |
| 西湖渡假村 | 150 三義 |  |      |

## 鄰近公路
- 台13線
- 苗51線
- 苗53線

## 周邊景點
- 西湖渡假村
- 三義木雕博物館
- 三義車亭服務區 （页面存档备份，存于）（全家商場）：下三義交流道沿聯絡道路往東即可抵達，商場內設有24HR便利商店及餐飲專櫃、娛樂休閒設施、臺灣彩券等服務。
- 雅聞香草植物工廠

## 外部連結
- 國道一號三義交流道示意圖 （页面存档备份，存于）（交通部高速公路局）